# Jean-Louis Curtis
Jean-Louis Curtis (* 22. Mai 1917 in Orthez, Département Pyrénées-Atlantiques als Louis Lafitte; † 11. November 1995 in Paris) war ein französischer Schriftsteller, Übersetzer und Widerstandskämpfer. Für die Darstellung der Besatzungszeit in seinem zweiten Roman Labyrinthe der Nacht (1947) erhielt er den Prix Goncourt. Curtis schrieb über 30 Romane. Für James Kirkup verfügte er über einen klassischen, sparsamen und eleganten Stil, tiefen Witz und große thematische Vielfalt. Den Vorwurf des „Konservatismus“ nicht fürchtend, habe er auf die wechselnden literarischen Moden nichts gegeben. Bei alledem habe er eine ironische Zurückhaltung gepflogen, die so manchem Franzosen „typisch britisch“ dünke, obwohl sie in Wahrheit das stolze Erbe solcher Autoren wie Stendhal, Voltaire, Flaubert, Proust sei.

## Leben
Der Sohn eines Möbelfabrikanten beendet sein Philosophie- und Englischstudium 1939 in Paris an der Sorbonne. Er meldet sich für die Luftwaffe, kämpft in Marokko. Im September 1941 demobilisiert, wird er Gymnasiallehrer in Bayonne, setzt das Unterrichtsfach Englisch durch. Ab August 1944 kämpft der Anhänger eines freiheitlichen Sozialismus im Verband Pommiès gegen die faschistischen Truppen, nimmt an der Besetzung Süddeutschlands teil, kehrt in seinen Beruf als Lehrer zurück, diesmal in Paris. Hier zählt er 1948 zu den Gründern des legendären La Table Ronde eines Restaurants am Place de Pantheon, wo sich monatlich mehr oder weniger gemachte Literaten und Künstler treffen, um erlesen zu speisen und sich über abwesende Kollegen das Maul zu zerreißen. 1955 quittiert Curtis den Schuldienst, um sich hauptberuflich dem Schreiben widmen zu können. Neben Romanen verfasst der Liebhaber englischer Literatur vielgelobte Übersetzungen von Shakespeare und zeitgenössischen Dramatikern wie John Osborne, außerdem Kritiken und Kolumnen für zahlreiche Blätter, zunehmend auch Drehbücher für Kino und Fernsehen. In thematischer Hinsicht verstärkt sich mit fortschreitendem Alter Curtis’ Ernüchterung. Laut Winfried Engler behandelt er das Scheitern staatlicher Politik, polemisiert gegen die Mai-Revolte (von 1968), die Hippie-Bewegung, die mondäne Intelligenz. 1986 wird er in die erlauchte Académie française aufgenommen. Curtis stirbt 1995 mit 78 Jahren nach einem Herzanfall.

## Werke (Auswahl)
- Les jeunes hommes, Roman, 1946
- Les forêts de la nuit, Roman, 1947, deutsch Labyrinthe der Nacht, Heidelberg 1948[8]
- Les justes causes, Roman, 1954
- L' Echelle de soie, Erzählung, 1956, deutsch Die seidene Leiter, Berlin 1958
- La parade, Roman, 1960
- Cygne sauvage, 1962
- Adelaide, Schauspiel nach einer Novelle von Gobineau, deutsch München 1962
- La quarantaine, Roman, 1966
- Le thé sous les cyprès, Novellen, 1969
- Le roseau pensant, Roman, 1971
- L'horizon dérobé, Roman, 1979
- La moitié du chemin, Roman, 1980
- Le battement de mon coeur, Roman, 1981
- Le mauvais choix, (Brief-)Roman, 1984

Filmvorlagen oder Drehbücher
- Gibier de potence (Die Hexe von Montmartre), 1951
- Meurtre en liberté (Mord im Grand Hotel), 1966 – Drehbuch nach einem Roman von James Hadley Chase
- Chère Louise (Die Affaire), 1972